# Castello San Pietro

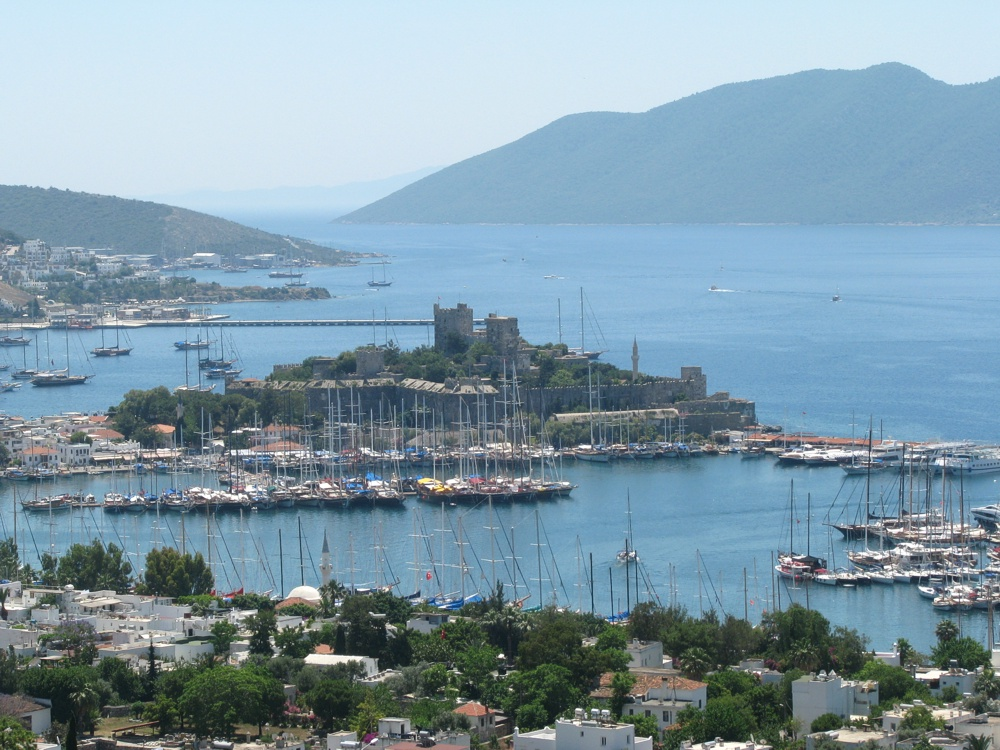
Veduta del castello davanti al porto di Bodrum.

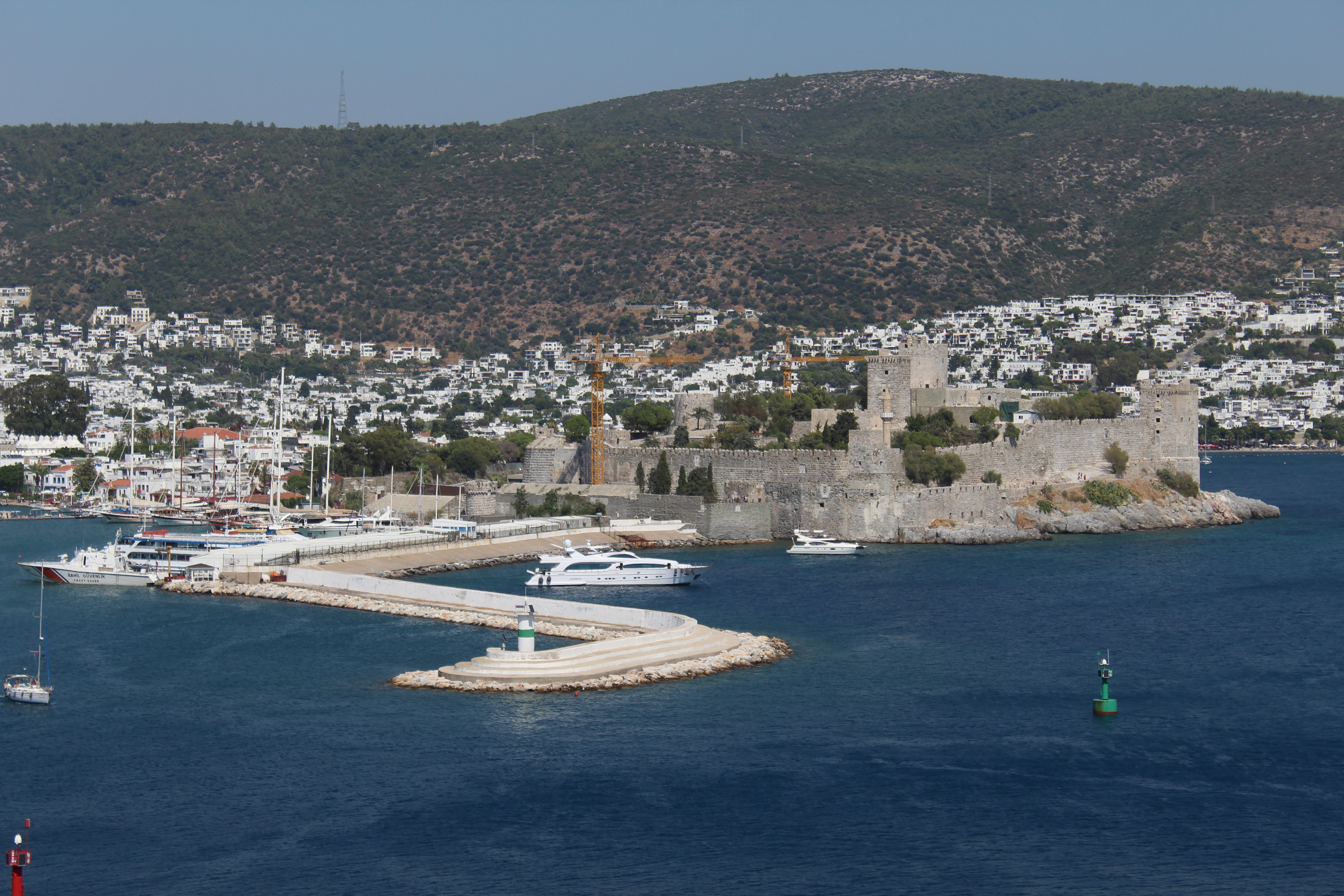
Castello San Pietro, 2020

Il castello San Pietro (Petreum in latino, che fu la radice del nome di Bodrum - Petronium o Petreum - durante il periodo medievale; sorge nella città di Bodrum in Turchia, (antica Alicarnasso); è un esempio dell'architettura crociata in Oriente.

## Storia
Nel 1402, Tamerlano penetra in Asia Minore. Infligge presso Ankara una disastrosa rotta alle truppe ottomane del Sultano Bayezid I (Beyazit). I Cavalieri dell'Ordine dell'Ospedale (o cavalieri di Rodi), essi stessi cacciati da Smirne da Tamerlano, approfittarono della disorganizzazione susseguente alla disfatta turca per installarsi nel sito dell'antica Alicarnasso, dove avviarono, probabilmente a partire dal 1403, l'ingrandimento della piccola cittadella.
La costruzione di ciò che essi chiameranno "Castello San Pietro" durerà circa un secolo. Una parte delle pietre utilizzate, di colore verdastro, proviene dall'antico Mausoleo di Alicarnasso, che un terremoto aveva finito col distruggere del tutto nel XIV secolo.
Nel 1482, il principe ottomano Cem Sultan, figlio del sultano ottomano Mehmed II e fratello del sultano Bayezid II, trovò rifugio temporaneo nel castello, dopo il fallimento della sua rivolta contro il fratello.
Il castello San Pietro sarà consegnato agli Ottomani nel quadro dell'accordo sottoscritto fra il gran maestro, Philippe Villiers de L'Isle-Adam, e Solimano il Magnifico dopo la resa di Rodi, a fine dicembre 1522. Il castello ospiterà da quel momento una semplice guarnigione e servirà da prigione.
Oggi il castello è aperto alle visite, in quanto trasformato in museo in cui sono esposti diversi oggetti provenienti dai relitti delle navi colate a picco nelle vicinanze, nonché materiale risalente all'età del bronzo. 

Ospita altresì l'Istituto d'archeologia marina.